# Platyna denudata
Platyna denudata är en tvåvingeart som beskrevs av Grunberg 1915. Platyna denudata ingår i släktet Platyna och familjen vapenflugor. Inga underarter finns listade i Catalogue of Life.